# Afrin (rivière)
Pour les articles homonymes, voir Afrin.
L'Afrin est une rivière syrienne et turque d'une longueur de 149 km. Elle est un affluent de l'Oronte.

## Source de la traduction
- (de) Cet article est partiellement ou en totalité issu de l’article de Wikipédia en allemand intitulé « Afrin (Fluss) » (voir la liste des auteurs).